# Astroboa nuda
Astroboa nuda is een slangster uit de familie Gorgonocephalidae. De wetenschappelijke naam van de soort werd als Astrophyton nudum in 1874 gepubliceerd door Theodore Lyman.

## Kenmerken
Deze slangster heeft meervoudig vertakte armen, waarvan elke tak eindigt in een dunne rank. De armenkroon kan een diameter bereiken van 70 cm.

## Leefwijze
Astroboa nuda zet zich vast aan koraal of rotsen, bij voorkeur op een plek waar de stroming sterk is. 's Nachts spreidt deze slangster zijn armen uit om kleine diertjes en ander organische materiaal uit het langsstromende water te vangen.

## Verspreiding en leefgebied
Deze soort komt voor in de Indische- en Grote Oceaan.

## Synoniemen
- Astrophyton elegans Koehler, 1905
- Astroboa nigra Döderlein, 1911